# Auzielle
Auzielle – miejscowość i gmina we Francji, w regionie Oksytania, w departamencie Górna Garonna.
Według danych na rok 1990 gminę zamieszkiwało 1091 osób, a gęstość zaludnienia wynosiła 238 osób/km² (wśród 3020 gmin regionu Midi-Pireneje Auzielle plasuje się na 313. miejscu pod względem liczby ludności, natomiast pod względem powierzchni na miejscu 1523.).